# Lindneromyia umzimkulwana
Lindneromyia umzimkulwana är en tvåvingeart som först beskrevs av Kessel och Clopton 1970.  Lindneromyia umzimkulwana ingår i släktet Lindneromyia och familjen svampflugor. Inga underarter finns listade i Catalogue of Life.